# چیسانا (آلاسکا)
چیسانا (به انگلیسی: Chisana) شهرکی در ناحیه سرشماری والدز-کوردووا، آلاسکا ایالت آلاسکا است که جمعیت آن در سرشماری سال ۲۰۰۰ میلادی ۱۲ نفر بوده‌است.